# Вейн, Александр Моисеевич
Алекса́ндр Моисе́евич Вейн (6 февраля 1928 — 17 июня 2003) — советский и российский невролог. Доктор медицинских наук, профессор, академик Российской академии медицинских наук, заведующий кафедрой нервных болезней факультета послевузовского профессионального образования врачей Московской медицинской академии имени И. М. Сеченова. Заслуженный деятель науки РФ.

## Биография
А. М. Вейн родился в 1928 году в семье московского врача. В 1951 году защитил диплом врача с отличием во 2-м МОЛГМИ имени Н. И. Пирогова. Был распределён в областную больницу Вологды, где проработал в течение трёх лет в должностях врача-невропатолога, заведующего отделением и главного врача.
По возвращении в Москву поступил в ординатуру в Центральный институт усовершенствования врачей к крупнейшему неврологу и нейрофизиологу, организатору науки и медицины, действительному члену АМН и члену-корреспонденту АН СССР Николаю Ивановичу Гращенкову.
После окончания ординатуры Александр Моисеевич был приглашён на работу Н. И. Гращенковым в лабораторию нейрогуморальных регуляций. Здесь родилась отечественная научная сомнология: под руководством A. M. Вейна и Л. П. Латаша здесь проводились эксперименты, которые "при той власти" были затруднены.
Эксперименты были по обучению и состоянии памяти во сне, влияния дневного стресса на последующий ночной сон, субъективной оценки времени во сне, а также различных форм патологии сна при нарколепсии, инсомнии, сосудистых поражениях, опухолях мозга и пр.
За эти годы Александр Моисеевич Вейн прошёл путь учёного от младшего научного сотрудника до заведующего лабораторией в 1966 году.
В 1959 году он защитил диссертацию на соискание учёной степени кандидата медицинских наук, а 1964  — стал доктором медицинских наук.
Через несколько лет (в 1970 году) под предлогом реорганизации лаборатории он был освобождён от руководства ею.
А. М. Вейн и несколько его преданных сотрудников и учеников были вынуждены уйти из лаборатории и АН СССР. Министр здравоохранения СССР того времени академик Б. В. Петровский своим приказом перевёл группу А. М. Вейна в подведомственный ему Научно-исследовательский центр Первого Московского медицинского института имени И. М. Сеченова (Московская медицинская академия имени И. М. Сеченова, ныне — Первый Московский государственный медицинский университет имени И. М. Сеченова), где учёный организовал и возглавил отдел патологии вегетативной нервной системы.
А. Вейн организовал кафедру нервных болезней и на посту её руководителя оставался до конца своих дней, сохранив два основных направления научной и клинической работы: вегетативная патология, а также физиология и патология сна человека.
А. М. Вейна отличал широкий кругозор. Кроме неврологии, сомнологии его научный интерес распространялся и на другие области медицины, в частности, на психосоматические проблемы, в том числе -  гастроэнтерологию.
Умер 17 июня 2003 года в Москве.
Похоронен на новом донском кладбище (1-й участок), рядом с родственниками.

## Награды
За разработку и внедрение технологий диагностики, лечения и реабилитации больных с расстройствами сна А. М. Вейну присуждена Премия Правительства Российской Федерации в области науки и техники 2003 года (посмертно).

## Память
В память об академике А. М. Вейне начиная с 2005 года ежегодно проводятся "Вейновские чтения".
Созданная в 1993 году А. М. Вейном "Клиника головной боли" в 2003 году была реорганизована и получила наименование «Клиника головной боли и вегетативных расстройств академика Александра Вейна».
Большинство врачей клиники являются учениками и последователями этого выдающегося учёного и врача. Они развивают его научные идеи и продолжают лечебные традиции.